# Méthylènetétrahydrométhanoptérine réductase
La méthylènetétrahydrométhanoptérine réductase est une enzyme, intervenant notamment dans la méthanogenèse, qui catalyse la réaction :
5,10-méthylènetétrahydrométhanoptérine + coenzyme F420 réduite  {\displaystyle \rightleftharpoons }  5-méthyltétrahydrométhanoptérine + coenzyme F420.
Il s'agit d'une oxydoréductase spécialisée dans les transferts d'électrons avec le groupe –CH–NH– de sa coenzyme.

## Dénominations alternatives
- 5,10-méthylènetétrahydrométhanoptérine cyclohydrolase.
- N5,N10-méthényltétrahydrométhanoptérine réductase coenzyme F420 dépendante.
- Méthylène-H4MPT réductase.
- N5,N10-méthylènetétrahydrométhanoptérine réductase.
- N5,N10-méthylènetetrahydrométhanoptérine:coenzyme F420 oxydoréductase.